# Hedyosmum parvifolium
Hedyosmum parvifolium es una especie de árbol de la familia Chloranthaceae, nativa de los bosques de montaña los Andes, que se encuentra en Colombia y Venezuela, entre los 2.600 y 3.300 m de altitud.

## Descripción
Alcanza hasta 16 m de altura. Tallos con corteza blanquecina, jóvenes rojizos. Hojas de 3 a 4,5 cm  de largo por 1 a 1,7 cm de ancho, lustrosas, discoloras, verde pálido por el envés; fragantes; con pecíolo de 1 a 2 mm. Inflorescencias axilares y terminales; flores masculinas en amentos; racimos de flores femeninas globulares simples y hermafroditas en amentos densos y cortos. Frutos morados al madurar.